# أوسكار بيرون
أوسكار بيرون (بالألمانية: Oskar Perron) هو عالم رياضيات ألماني. عمل أستاذا في جامعة هايدلبرغ من سنة 1914 إلى سنة 1922 ثم في جامعة جامعة ميونخ من سنة 1922 إلى سنة 1951. له عدة مساهمات في المعادلات التفاضلية والمعادلات التفاضلية الجزئية، بما في ذلك طريقة بيرون من أجل حلحلة معضلة دركليه المتعلقة المعادلات التفاضلية الجزئية الإهليلجية.